# Nieuwerkerken
|  | Aquest article tracta sobre la localitat belga. Vegeu-ne altres significats a «Nieuwerkerk aan den IJssel». |

Nieuwerkerken (en limburguès Noërekirke) és un municipi belga de la província de Limburg a la regió de Flandes. Està compost per les seccions de Nieuwerkerken, Binderveld, Kozen, i Wijer.

## Evolució demogràfica
- Fonts:INS, www.limburg.be i ajuntament de Nieuwerkerken
- 1954: Annexió de Schelfheide, un exclavament de Gorsem a Nieuwerkerken
- 1971: Annexió de Binderveld
- 1977: Annexió de Kozen